# دينيسي صادق خليل
دينيسي صادق خليل ‏ (1 مارس 1921 في القاهرة - 14 أبريل 2012 في باريس) لغوية من مصر.